# Huipulco (estación)
Huipulco es una de las estaciones que forman parte del Tren Ligero de la Ciudad de México, perteneciente a la única línea existente del sistema. Se ubica al sur de la Ciudad de México en la alcaldía Tlalpan

## Información general
El nombre le fue dado por el pueblo de San Lorenzo Huipulco. El logo representa un glifo prehispánico.
Desde la década de los 1970 hasta mediados de los 1990, Huipulco era reconocido por la glorieta de Zapata.
Desde mayo de 2019 y hasta enero de 2020 la estación fungió como terminal provisional del Tren Ligero de la Ciudad de México, debido a los trabajos de rehabilitación y mantenimiento mayor que se le esta dando al sistema, en el tramo que va desde la estación Estadio Azteca hasta la terminal Tasqueña.